# اليوبيل الذهبي للملكة إليزابيث الثانية
اليوبيل الذهبي للملكة إليزابيث الثانية (بالإنجليزية: Golden Jubilee of Queen Elizabeth II)‏ هو احتفال دولي أقيم عام 2002 بمناسبة الذكرى ال 50 لأعتلاء الملكة إليزابيث الثانية عرش المملكة المتحدة، بعد وفاة والدها الملك جورج السادس في 6 فبراير 1952.
استمر الاحتفالات 4 أيام، فقد تجول موكب الملكة التي استقلت عربة مذهبة تعود صناعتها إلى عام 1762 للملك جورج الثالث في شوارع لندن لمدة 30 دقيقة. وانطلق الموكب الملكي من قصر بكنغهام إلى كاتدرائية سانت بول في عربة تجرها ثمانية خيول محاطة بالخدم من أفراد الحرس الملكي في حلل رائعة. وشارك في الموكب ثلاث عربات تحمل أفراد العائلة المالكة وبينهم ولي العهد الأمير تشارلز وولداه الأميران ويليام وهاري.ة.
واصطف مئات الألوف من البريطانيين على طول خط مسير الموكب الملكي ليشهدوا استعراض الأبهة والعظمة التي يحبها الكثير من البريطانيين، حيث يعود آخر ظهور للملكة في هذه العربة المذهبة إلى الاحتفال بيوبيلها الفضي عام 1977. وكانت حركة السير أوقفت منذ فجر يوم الاحتفال على طول طريق الموكب. وبدأ أنصار الملكية يتهافتون للوقوف خلف الحواجز الأمنية لضمان مكان مطل على الموكب.